# Луккезини, Джироламо
Джироламо Луккезини (Lucchesini, 1751—1825) — маркиз, прусский государственный деятель, родом из Лукки.
Рекомендованный д’Аламбером Фридриху Великому, Луккезини был сначала его библиотекарем и чтецом, потом исполнял его дипломатические поручения.
В апреле 1789 г. назначен посланником в Варшаве, и сумел усилить среди поляков влияние Пруссии и ослабить их дружеские отношения к России и Австрии. В марте 1790 г. был заключен прусско-польский союз. Луккезини старался противодействовать планам Герцберга, а после его отставки стал вместе с Бишофвердером (Hans Rudolf von Bischoffwerder) руководителем прусской политики. В 1793 г. он назначен был посланником в Вене и государственным министром.
Будучи противником войны с Францией, он содействовал заключению Базельского мира с республикой и старался направить внимание Пруссии главным образом на польские дела. С 1800 г. был представителем Пруссии в Париже и подчинился французскому влиянию, а, может быть, и действию французского золота. В феврале 1806 г. хлопотал о франко-прусском союзе. После битвы при Иене король поручил Луккезини вести с Наполеоном переговоры о перемирии. 16 ноября вместе с Цастровом (de:Wilhelm von Zastrow (General, 1752)) подписал постыдное Шарлоттенбургское перемирие, признать которое Фридрих-Вильгельм III решительно отказался.
Луккезини пришлось оставить прусскую службу, он возвратился в Лукку и сделался обер-камергером Элизы, сестры Наполеона. Брат его, Цезарь (1756—1832), приобрел известность как историк и лингвист.

## Труды
- Полное собрание его «Opere edite ed inedite» вышло в Лукке, 1832—34.
- Разговоры Фридриха Великого с Луккезини напечатаны в 1885 г., в Лейпциге